# قطا مرقط
قطا مرقط (الاسم العلمي: Pterocles senegallus) (بالإنجليزية: Spotted Sandgrouse)‏ هو طائر ينتمي إلى قطويات (فصيلة: Pteroclididae).